# شهرستان ساسکس (ویرجینیا)
شهرستان ساسکس، ویرجینیا (به انگلیسی: Sussex County, Virginia) یک سکونتگاه مسکونی در ایالات متحده آمریکا است که در ویرجینیا واقع شده‌است.

## خصوصیات
شهرستان ساسکس ۱٬۲۷۶٫۸۷ کیلومترمربع مساحت دارد.